# Wilnelia Merced
Wilnelia Merced (Caguas, 12 de outubro de 1959) é uma modelo e rainha da beleza de Porto Rico que venceu o concurso de Miss Mundo 1975.
Ela foi a primeira de seu país a vencer este concurso.  

## Biografia
Nascida em Caguas, ela venceu o Miss Porto Rico quando estava no último ano do Ensino Médio. Em 1983 casou-se com o apresentador de TV e humorista Bruce Forsyth, que depois de nomeado "Sir" fez com que ela passasse a ser "Lady Wilnelia Merced Forsyth".
Ela e Bruce, falecido em 2017, tiveram um filho, Jonathan. 

## Miss Mundo 1975
Com apenas 18 anos de idade, Wilnelia foi coroada num dia 20 de novembro, em Londres, depois de derrotar outras 67 concorrentes.

## Vida Depois do Miss Mundo
Após coroar sua sucessora, assinou contrato com a agência Arleene Ford e modelou para marcas como Yves Saint Laurent, Valentino e Dior.
Wilneia se casou com o humorista inglês Bruce Forsyth em 1983 e mora em Londres. O casal tem um filho, Jonathan Joseph Enrique Merced Forsyth. Em 2011 Bruce foi nomeado “Sir” pela Rainha Elizabeth II, tendo, com isto, Wilnelia sido nomeada "Lady".
Ela participou de diversas edições do Miss Mundo como jurada, inclusive da que coroou Stephanie del Valle, a segunda miss de Porto Rico a vencer o Miss Mundo, em 2016. 
Ela também é assessora da organização Miss Porto Rico Mundo e em 2019 foi homenageada durante o San Juan Moda. O presidente do evento justificou a homenagem: "Ela foi sempre a melhor embaixadora do país em Londres. É uma mulher forte e decidida e que jamais se envolveu em escândalos."

### Fundação Wilnelia Merced Forsyth
Wilnelia mantém uma fundação em Porto Rico chamada "Reconstruindo Vidas".

## Curiosidade
Bruce Forsyth  anos antes havia tido um affair com Ann Sydney, Miss Mundo 1964.  